# 신데렐라 스토리: 이프 더 슈 피츠
《신데렐라 스토리: 이프 더 슈 피츠》(영어: A Cinderella Story: If the Shoe Fits)는 미국에서 제작된 미셸 존스턴 감독의 2016년 십대 코미디 뮤지컬 영화이다. 서사상 관련은 없는 《신데렐라 스토리: 원스 어폰 어 송》(2011)의 속편이며, 신데렐라 스토리 시리즈 네 번째 작품이다. 소피아 카슨, 토머스 로, 제니퍼 틸리 등이 출연하였다.

## 출연
- 소피아 카슨
- 토머스 로
- 제니퍼 틸리
- 데이비드 유리
- 스벤 라이그록